# Chinampa

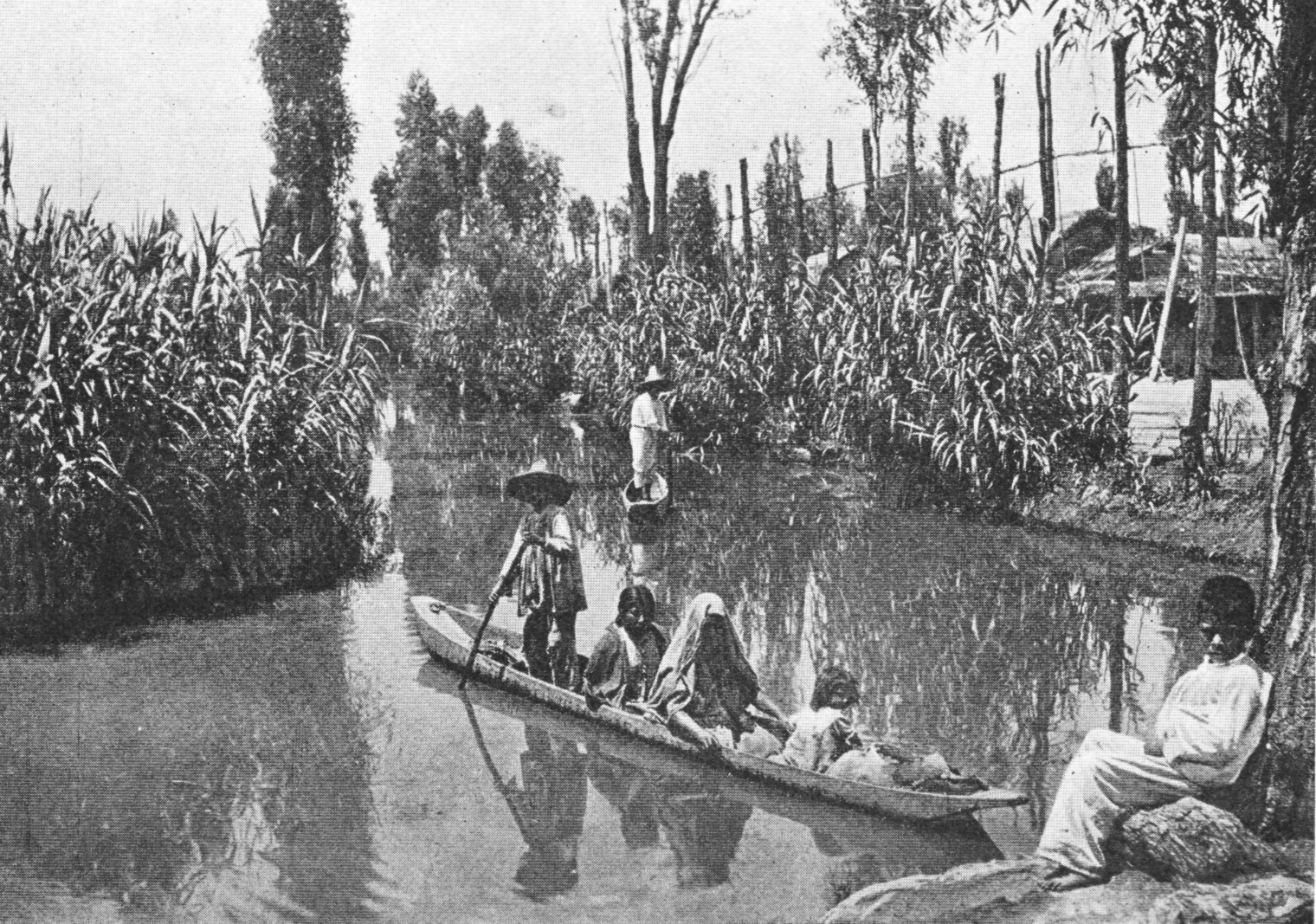
Boot zwischen den Chinampas

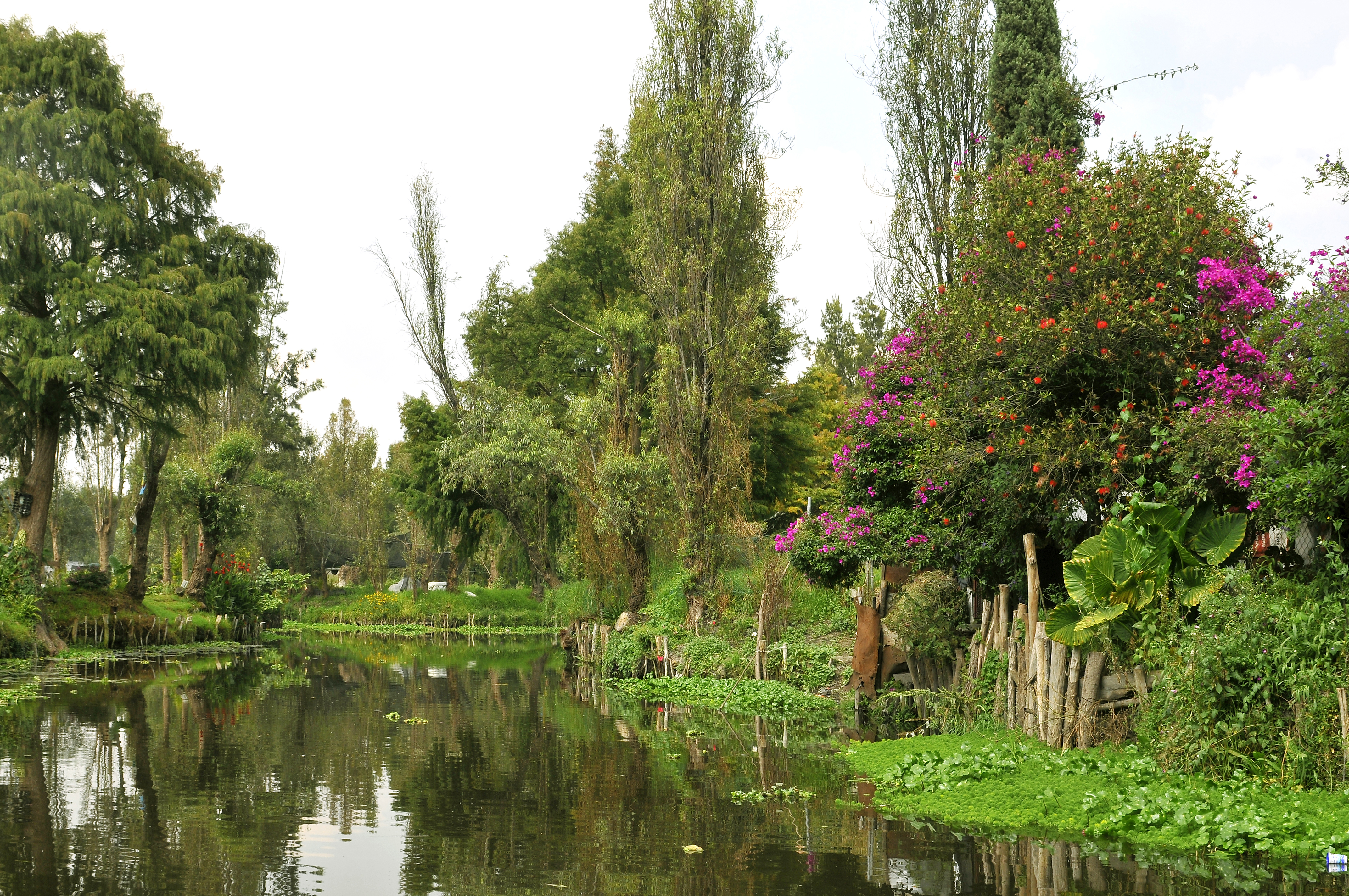
Kanal mit Chinampas in Xochimilco, Mexiko-Stadt, 2013

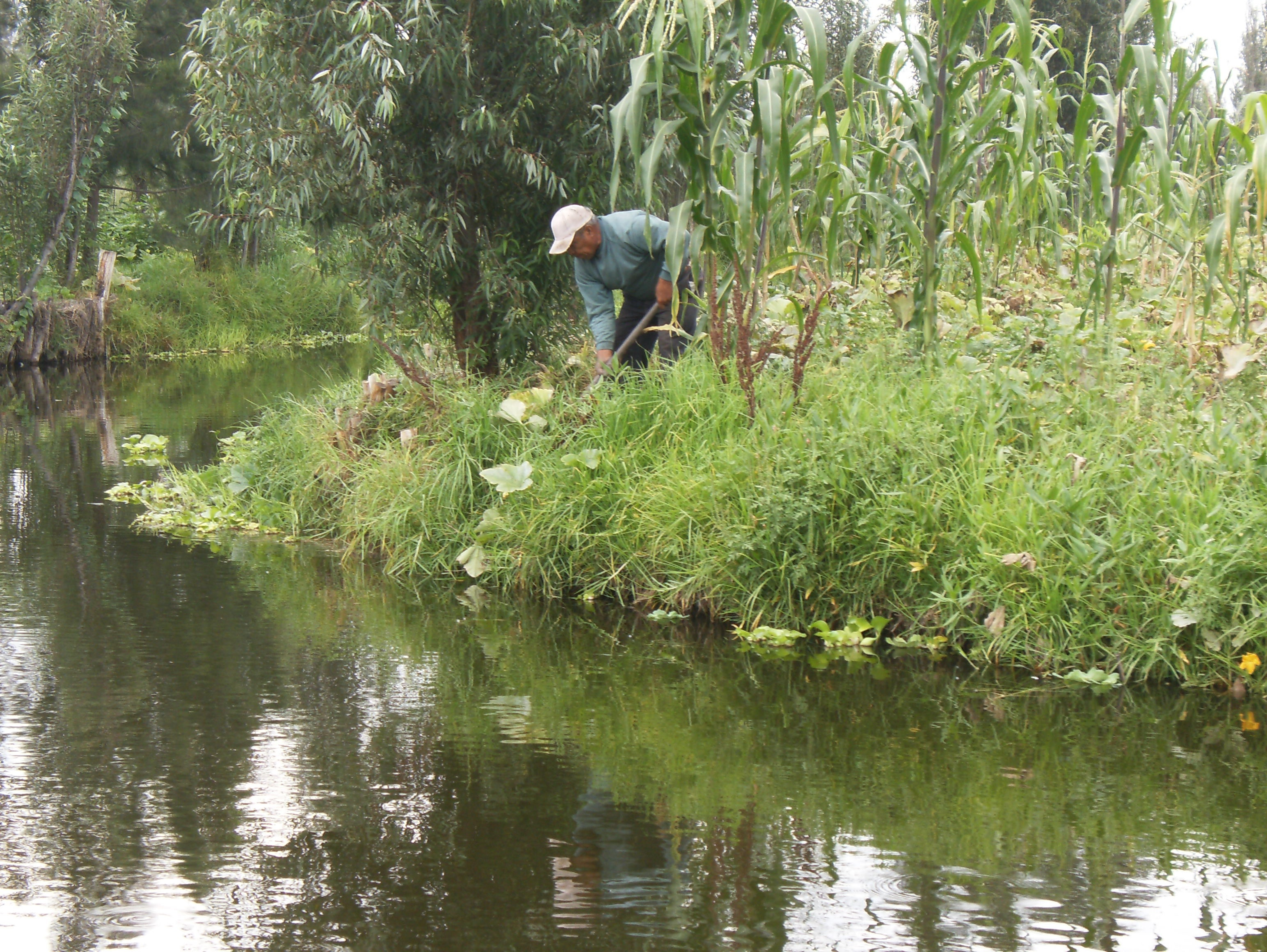
Noch bewirtschaftete Chinampa in Xochimilco, 2009

Chinampas (span.-aztek., gebildet aus dem Nahuatl-Wort chinamitl = Zaun aus Rohrschilf) sind aus Erde und organischen Materialien aufgeworfene, künstliche Inseln. Sie wurden im alten Mexiko als Anbauflächen in flachen Seen benutzt und werden bisweilen noch in der Gegenwart fälschlicherweise als „schwimmende Inseln“ bezeichnet. In der Region um Xochimilco kann man bis heute noch Reste dieses ungewöhnlichen Landwirtschaftssystems sehen.

## Bauweise
Die Konstruktion eines Chinampas war sehr aufwendig: Zuerst wurden im Uferbereich eines Sees lange Holzpfähle in den Grund gerammt. An diesen Pfählen wurde ein schwimmendes Flechtwerk aus Schilf befestigt und mit Schlamm vom Seegrund befüllt. Dieser Schlamm ist sehr nährstoffreich und ermöglichte bis zu vier Ernten pro Jahr. Dann wurde eine Randbepflanzung angelegt, beispielsweise mit Wasserpflanzen oder Weidensträuchern, welche mit ihrem Wurzelwerk verhinderten, dass der Schlamm wieder von den Schilfmatten gespült wurde. Ein komplettes Chinampa konnte bis zu 25 Meter in den See hineinragen und sich oft über 200 Meter am Ufer erstrecken. Häufig wurden noch kleine Hütten für die Bauern darauf errichtet.

## Anbau
Das Chinampa-System war aus der Not geboren, um die teilweise sehr bevölkerungsreichen aztekischen Stadtstaaten, welche an den zentralmexikanischen Seen entstanden waren, mit Lebensmitteln zu versorgen. Da die Azteken, im Gegensatz zu ihren Verwandten im Hochland von Peru, keine Lasttiere kannten, musste die Nahrung hauptsächlich vor Ort produziert werden. Eine systematische Erweiterung hochproduktiver Anbauflächen wurde also unerlässlich. Die Chinampas versorgten die Einwohner beispielsweise im Hochtal von Mexiko-Stadt mit Mais, Bohnen, Tomaten, Guaven, Avocados, Süßkartoffeln, Chilis, aber auch mit Blumen.

## Das Ende der Chinampas
Das Ende der Chinampa-Wirtschaft wurde durch zwei wesentliche Faktoren bestimmt. Zum einen führten die spanischen Eroberer sehr schnell Lasttiere und neue Anbaumethoden in Mexiko ein. Nahrungsmittel konnten nun aus entfernten, ertragreichen Anbaugebieten über weitere Strecken transportiert werden. Zum anderen trugen schon vor Ankunft der Europäer gesellschaftliche Veränderungen zum Verfall bei: Die Azteken hatten trotz fehlender Lasttiere ein Handelssystem über weitere Strecken aufgebaut und damit selbst zum Niedergang der Chinampas beigetragen. Hinzu kam, dass die meisten Seen im mexikanischen Hochland mit der Zeit ausgetrocknet waren und die Landwirtschaft auf Bewässerungssysteme mit Kanälen umgestellt wurde.
2018 wurde das Chinampa-System in die Liste der Globally Important Agricultural Heritage Systems der FAO aufgenommen.